# Clem Johnson
Glem Johnson (West Bank Demerara, 1 januari 1894) was een Guyaans worstelaar en bokser.
In de tweede helft van de jaren 1910 was hij kampioen van West-Indië in worstelen. In deze jaren speelde hij partijen tegen worstelaars uit Suriname, onder wie Frederik Geëerd en de Nederlandse militair Jacob Sieben. Hierna bouwde hij een carrière op als bokser, eerst in Panama en daarna in de Verenigde Staten.